# Dragahn
Dragahn ist ein Ortsteil der Gemeinde Karwitz in der Samtgemeinde Elbtalaue im Landkreis Lüchow-Dannenberg in Niedersachsen.
Das Dorf liegt westlich vom Kernbereich von Karwitz nördlich der B 191. 

## Geschichte
Dragahn rückte in den 1980er Jahren als Standort für eine atomare Wiederaufbereitungsanlage in den Mittelpunkt. Man entschied sich aber für die Wiederaufarbeitungsanlage Wackersdorf in Bayern.